# Napoleon Bonaparte (Detektiv)
Napoleon Bonaparte (Bony) ist eine in den späten 1920er Jahren von dem australischen Schriftsteller Arthur William Upfield geschaffene Kunstfigur, die in 29 seiner Kriminalromane als Kriminalinspektor ermittelt.

## Vorbild
Reales Vorbild der fiktiven Figur „Bony“ war der Tracker Leon Wood, der von je einem weißen und einem Aborigine-Elternteil abstammte und neben einer umfassenden europäischen Bildung die volle Initiation eines Aborigines durchlaufen hatte. Einzelheiten sind nicht bekannt. Arthur W. Upfield lernte Leon Wood im Norden von Queensland kennen, wo Upfield auf einer Rinder-Station arbeitete, deren Eigentümer vermutlich der Vater von Leon Wood war. Bei ihrem zweiten Treffen schrieb Upfield am zweiten Entwurf seines Romans The Barrakee Mystery. Noch in diesem zweiten Entwurf ließ Upfield einen weißen Detektiv ermitteln. Upfield lieh an Wood mehrere Bücher aus, darunter auch The Life of Napoleon Bonaparte von John Stevens Cabot Abbott. Diese Begegnung mit Leon Wood, während er an The Barrakee Mystery arbeitete, führte dazu, dass Upfield „Bony“ und dessen Namen erfand und den Krimi entsprechend umschrieb. Dabei übernahm er die Biografie von Leon Wood weitgehend, der ebenfalls als Spurensucher für die Polizei von Queensland arbeitete.

## Fiktive Biografie

### Herkunft
Bony, Sohn eines weißen Vaters und einer Aborigine-Mutter, wurde im Norden von Queensland Ende der 1880er Jahre geboren. Das Baby lag neben seiner erschlagenen Mutter, die durch den Geschlechtsverkehr mit einem Weißen eine Stammesregel gebrochen hatte. Bony wurde von einer weißen Adoptivmutter aufgezogen. Diese fand das Baby eines Tages damit beschäftigt, wie es an den Seiten einer Ausgabe von Abbots The Life of Napoleon Bonaparte herumkaute. So erhielt Bony seinen Namen. Nach ihrem Tod vermachte sie ihm ihr kleines Vermögen.

### Karriere
Napoleon Bonaparte besuchte zunächst eine staatliche Schule, wo er ein Stipendium gewann, um auf eine Oberschule in Brisbane zu gehen. Mit dem High-School-Abschluss begann er ein Studium in „Arts and Science“ mit einem weiteren Stipendium an der „damals neuen“ Universität in Brisbane. Er schloss das Studium ab. Die Angaben, die Arthur W. Upfield dazu macht, differieren. Genannt werden ein Master of Science, ein Bachelor of Arts und ein Master of Arts. Eine Karriere nach dem Studium brach er ab, nachdem die Beziehung mit einer weißen Frau scheiterte. Er geht im Alter von 22 Jahren für ein Jahr zum Stamm seiner Mutter und eignet sich alle Fähigkeiten für die Spurensuche an. Hier lernt er auch Illawilli kennen, der den Stamm führt. Illawilli hilft ihm bei seinen Ermittlungen in The Sands of Windee durch seine Fähigkeiten zu Hypnose und Gedankenlesen. Illawilli ist zu diesem Zeitpunkt 67 Jahre alt. Erneut tritt Illawilli in Das rote Flugzeug (Wings Above the Diamantina) auf, eine Geschichte, die Anfang der 1930er Jahre spielt, in der er entscheidende Hinweise gibt, wie das Opfer vergiftet wurde und abschließend zusammen mit Bony auch noch ein entfremdetes Liebespaar wieder zusammenbringt. Illawilli hat Bony angeboten, ihm seine Fähigkeiten, Gedanken zu lesen und Menschen zu hypnotisieren, beizubringen. Auf die damit verbundene Bedingung, die Nachfolge von Illawilly als Anführer des Stammes anzutreten und in den Busch zurückzukehren, möchte Bony aber nicht eingehen.
Ab 1909 arbeitete Bony als Spurensucher für die Queensland Police (heute: Queensland Police Service) und unterrichtete Kinder im Lesen und Schreiben im Nordwesten von Queensland. Als bei einer Bereisung des Nordwestens dieses Bundesstaates durch den Gouverneur dessen Tochter entführt wurde, gelang es Bony, diese aus den Händen der Kidnapper zu befreien, und durch seine Fähigkeiten als Spurenleser konnten die Täter gefasst werden. Er erhielt daraufhin eine Stelle als Detective Sergeant bei der Polizei von Queensland. Das fixiert Arthur W. Upfield etwa auf das Jahr 1917. Durch seine Fähigkeit, Spuren im Busch perfekt zu lesen, war er gleich in einer Ermittlung erfolgreich, nachdem ein kleines Mädchen in Burketown ermordet worden war. Seine Vorgesetzten setzten ihn daraufhin ausschließlich in Fällen im australischen Busch ein.
Als er den Lesern erstmals entgegentritt, ist er bereits Detective Inspector. Sein Dienstsitz ist Brisbane. Als Vorgesetzte treten der Chief Commissioner der Polizei von Queensland, Colonel Spendor, und unmittelbar Superintendend Browne als Chef der Kriminalpolizeiauf. Weiter wird der Sekretär von Colonel Spendor, Lowther, erwähnt. Colonel Spendor schätzt Bony sehr, aber wegen seiner Weigerung, sich der Polizeidisziplin zu unterwerfen, liegt er ständig mit ihm über Kreuz. Trotz dieser Verankerung in der Polizei von Queensland ermittelt Bony in den Romanen von Arthur W. Upfield nur drei Mal in seinem Heimat-Bundesstaat, sonst in ganz Australien, außer in Tasmanien und dem Northern Territory.

### Familie
Bony ist mit Marie verheiratet. Seit wann die beiden verheiratet sind, dazu macht Arthur W. Upfield unterschiedliche Angaben. Nach den ersten Romanen fand die Heirat etwa 1911 statt. Später verschiebt sich das Jahr, so etwa nach 1917. Marie ist ebenfalls Kind aus der Verbindung eines europastämmigen und eines Aborigine-Elternteils – Arthur W. Upfield wird dazu nie präziser. Sie wird als Modell-Hausfrau der viktorianischen Zeit präsentiert, als liebenswert, verständnisvoll, häuslich, sie liest populäre Literatur, auch Krimis, und spielt Klavier. Aber Marie bleibt schemenhaft. Das liegt auch daran, dass der Autor, Arthur W. Upfield, selbst nie eine stabile, längerfristige Beziehung eingehen konnte und von Frauen der Generation seiner Großmütter geprägt war. Bony und Marie haben drei Söhne: Charles, Robert und Edward. Charles eifert seinem Vater nach und besucht die Universität, Robert zieht es in das Outback – was dem Vater gar nicht behagt – und Edward geht in die Grundschule. Auch die Familie altert in der Zeitspanne von fast 40 Jahren, in der die Romane entstehen, nicht. Die Söhne studieren immer an der Universität Brisbane oder haben dort gerade einen Abschluss bestanden. Die Familie lebt in Banyo, damals ein nördlicher Vorort, heute ein Stadtteil von Brisbane. Der familiäre Hintergrund bleibt im Übrigen blass.

### Ermittlungen
Als Detektiv ist Bony etwa 45 Jahre alt – und bleibt das, auch wenn der Autor die Romane, in denen Bony ermittelt, über eine Zeitspanne von fast 40 Jahren verfasste. Bony ist 1,78 cm groß, mager, sehr fit und allen Herausforderungen der Natur und des Klimas im Innern Australiens gewachsen. Seine Hautfarbe wird im Laufe der Romane zunehmend heller.
Er ist ein ausgezeichneter Spurenleser und Kriminalist. Die Figur beruht auf der ihr zugeschriebenen Fähigkeit, die Natur perfekt zu „lesen“, ihrer Geduld und Intuition sowie ihrem kombinatorischen Scharfsinn. Die Handlungen spielen fast ausschließlich im Outback oder in kleinen Siedlungen, in städtischem Kontext würde das Spurenlesen nicht glaubhaft funktionieren.

“He came to realize that here inside this house he was outside his element. In the open bush he might be supreme, but his knowledge became limited, and his craft useless, within a lady’s boudoir.”

„Ihm wurde bewusst, dass er sich innerhalb des Hauses außerhalb seiner Erfahrung bewegte. Im offenen Busch war er allen überlegen, aber hier, im Boudoir einer Dame, war er am Ende seiner Möglichkeiten.“

Oft verbringt Bony Monate an einem Ort, um einen Fall zu lösen. Zeit spielt in der Regel keine Rolle. Und wenn seine Vorgesetzten ein Problem damit haben, kündigt er einfach – in der sicheren Erwartung, dass sie ihn anschließend wieder einstellen. Es gibt keinen Fall, mit dem er befasst ist, den er nicht gelöst hat. Er sieht sich als Ermittler, nicht als Polizist.

“I am not a policeman. I am an investigator of crime.”

„Ich bin kein Polizist. Ich untersuche Verbrechen.“

Bei seinen Ermittlungen geht er in der Regel so vor, dass er verdeckt ermittelt, sich als Arbeiter im Umfeld seiner Ermittlung einstellen lässt und nur der maßgebliche Polizeibeamte in diesem Distrikt seine Identität kennt. 1925 und 1927 oder 1928 ermittelt er in zwei Fällen im Nordwesten von New South Wales, zuvor war er zwei Jahre lang mit „belanglosen“ Fällen in Queensland beschäftigt. Wings Above the Diamantina / Das rote Flugzeug spielt dann Anfang der 1930er Jahre im Westen von Queensland, der nächste Fall, Mr. Jelly's Business / Mr. Jellys Geheimnis, 1933 in Western Australia. In dem siebten Roman, Der Kopf im Netz (The Mystery of Swordfish Reef), fällt der Ort der Handlung allerdings völlig aus dem üblichen Rahmen. Sie spielt in Bermagui am Pazifik und Bony ermittelt auf der See und beginnt dabei – ganz erfolgreich – mit dem Hochseeangeln.

## Charakter
Bony ist ein Kettenraucher, der ständig damit beschäftigt ist, selbstgedrehte Zigaretten herzustellen. Er ist sich seiner Fähigkeiten sehr bewusst, vertritt das auch, bis hin zur Arroganz. „I am, however, the greatest detective in Australia“ („Ich bin nunmal der größte Detektiv in Australien“). Zudem ist er humorlos („I never joke. Life is too serious to joke.“) All das scheint seine Umgebung nicht zu stören. Mit Lyrik kann er nichts anfangen. Andererseits schreibt Arthur W. Upfield ihm einen gewinnenden Charakter zu und er hat viele Freunde.
Bony selbst sieht sich als Brücke zwischen Aborigine- und europäischer Kultur, eine Verbindung, die bei den anderen in den Romanen der Reihe auftretenden Personen in der Regel scheitert. Seine Hautfarbe ist für ihn selbst ein Problem. Immer wieder ist er damit beschäftigt, die Anerkennung europäischstämmiger Menschen entgegen deren Vorbehalten zu gewinnen. Am stärksten kommt das in The Sands of Windee zum Tragen, aber auch an anderen Stellen. Obwohl Upfield immer wieder betont, dass Bony die Kultur der Aborigines besser kennt als jeder europäischstämmige Australier, ist seine Vorstellung von (Sexual)moral und dem, was zwischen beiden Ethnien möglich ist, stark europäisch-viktorianisch geprägt. Sein Verhältnis zu Religion ist sehr distanziert, womit er die Einstellung seines ihn erschaffenen Autors widerspiegelt. Übernatürliche Phänomene aber spielen in den Romanen immer wieder mal eine Rolle so in The Barrakee Mystery / Bony und der Bumerang oder Wings Above the Diamantina / Das rote Flugzeug.
Bony ist es – neben seiner Hauptaufgabe, ein Verbrechen aufzuklären – immer auch wichtig, Menschen, die er dabei kennenlernt, bei ihren Problemen zu helfen. Das ergibt zahlreiche Nebenhandlungen in den Kriminalromanen.

## Darstellungen
In der australischen Fernsehserie „Boney“ [!], die 1972/73 entstand, spielte die Titelrolle der neuseeländische Schauspieler James Laurenson.
In der Erstausgabe von Wings Above the Diamantina gibt es eine zeichnerische Darstellung von „Bony“. Die Quelle bleibt hinsichtlich der Autorenschaft unklar.